# Liste der Biografien/Bura
Liste der Biografien |
Portal Biografien |
Personensuche
# |
A |
B |
C |
D |
E |
F |
G |
H |
I |
J |
K |
L |
M |
N |
O |
P |
Q |
R |
S |
T |
U |
V |
W |
X |
Y |
Z |
?
 
Ba |
Be |
Bd |
Bg |
Bh |
Bi |
Bj |
Bl |
Bm |
Bn |
Bo |
Br |
Bs |
Bu |
Bw |
By |
Bz
 
Bua |
Bub |
Buc |
Bud |
Bue |
Buf |
Bug |
Buh |
Bui |
Buj |
Buk |
Bul |
Bum |
Bun |
Buo |
Buq |
Bur |
Bus |
But–Buz
 
Bura |
Burb |
Burc |
Burd |
Bure |
Burf |
Burg |
Burh |
Buri |
Burj |
Burk |
Burl |
Burm |
Burn |
Buro |
Burp |
Burq |
Burr |
Burs |
Burt |
Buru |
Burv |
Burw |
Burx |
Bury |
Burz
Die Liste der Biografien führt alle Personen auf, die in der deutschsprachigen Wikipedia einen Artikel haben. Dieses ist eine Teilliste mit 46 Einträgen von Personen, deren Namen mit den Buchstaben „Bura“ beginnt.

## Bura
- Bura, Alexandra (* 1993), deutsche Volleyballspielerin
- Bura, John (1944–2023), deutscher Geistlicher, ukrainisch-katholischer Weihbischof in Philadelphia

### Buraa
- Buraas, Hans Petter (* 1975), norwegischer Skirennläufer
- Buraas, Lars (* 1995), norwegischer Nordischer Kombinierer

### Burac
- Burack, Zahava (1932–2001), polnische Holocaust-Überlebende

### Burad
- Burada, Sever (1896–1968), rumänischer Maler

### Burag
- Burago, Dmitri Jurjewitsch (* 1964), russischer Mathematiker
- Burago, Juri Dmitrijewitsch (* 1936), russischer Mathematiker

### Burah
- Buraha, Swjatlana (* 1965), belarussische Leichtathletin

### Burai
- Buraikan, Firas al- (* 2000), saudi-arabischer Fußballspieler

### Buraj
- Burajew, Wiktor Michailowitsch (* 1982), russischer Geher

### Burak
- Burak, Nil (* 1948), zyprisch-türkische Sängerin und Schauspielerin
- Burakovsky, André (* 1995), schwedischer Eishockeyspieler
- Burakovsky, Mikael (* 1977), schwedischer Eishockeyspieler
- Burakovsky, Robert (* 1966), schwedischer Eishockeyspieler
- Burakow, Wiktor (1955–2025), sowjetisch-ukrainischer Sprinter

### Bural
- Burali-Forti, Cesare (1861–1931), italienischer Mathematiker

### Buran
- Buran bint al-Hasan ibn Sahl (807–884), persische Adelige
- Buráň, Pavel (* 1973), tschechischer Bahnradsportler
- Buranaprasertsuk, Porntip (* 1991), thailändische Badmintonspielerin
- Buranat Wiriyawut (* 1990), thailändischer Fußballspieler
- Burandt, Corliss Orville, US-amerikanischer Erfinder
- Burandt, Eberhard (1923–2013), deutscher Offizier, Generalleutnant der Bundeswehr
- Burandt, Erich (1892–1963), deutscher Gutsbesitzer und Politiker (DNVP)
- Burandt, Wilhelm (1898–1984), deutscher Beamter und Regierungspräsident in Düsseldorf
- Burandt, Wolfgang (* 1957), deutscher Rechtswissenschaftler und Anwalt
- Buranelli, Francesco (* 1955), italienischer Klassischer Archäologe
- Burangulowa, Ramilja Munawarowna (* 1961), russische Marathonläuferin

### Buras
- Buras, Andrzej (* 1946), polnischer Physiker
- Buras, Dariusz (* 1971), polnischer römisch-katholischer Geistlicher und emeritierter Apostolischer Administrator von Atyrau
- Burås, Robert (1975–2007), norwegischer Gitarrist und Songschreiber

### Burat
- Burat, Amédée (1809–1883), französischer Geologe
- Burat, Tavo (1932–2009), italienischer Journalist, Schriftsteller und Dichter
- Buratai, Tukur (* 1960), nigerianischer Soldat
- Buratschek, Mykola (1871–1942), ukrainischer Landschaftsmaler und Schriftsteller
- Buratti, Giorgio (1935–2022), italienischer Jazzmusiker (Kontrabass)
- Buratti, Nicolò (* 2001), italienischer Radrennfahrer
- Buratti, Verena (* 1965), italienische Schauspielerin, Synchronsprecherin, Moderatorin, Casterin, Coach und Sommelière
- Burattini, Tito Livio (1617–1681), italienischer Erfinder, Architekt, Ägyptologe und Instrumentenbauer
- Buratto, Gianluca, italienischer Opernsänger (Bass)

### Burau
- Burau, Werner (1906–1994), deutscher Mathematiker
- Burauen, Theo (1906–1987), deutscher Politiker (SPD), MdL, Oberbürgermeister der Stadt Köln (1956–1973)

### Buraw
- Burawoy, Michael (1947–2025), britischer Soziologe
- Burawtschikow, Wjatscheslaw Wladimirowitsch (* 1987), russischer Eishockeyspieler

### Buray
- Buray (* 1984), türkischer PopmusikerBuray (* 1984)

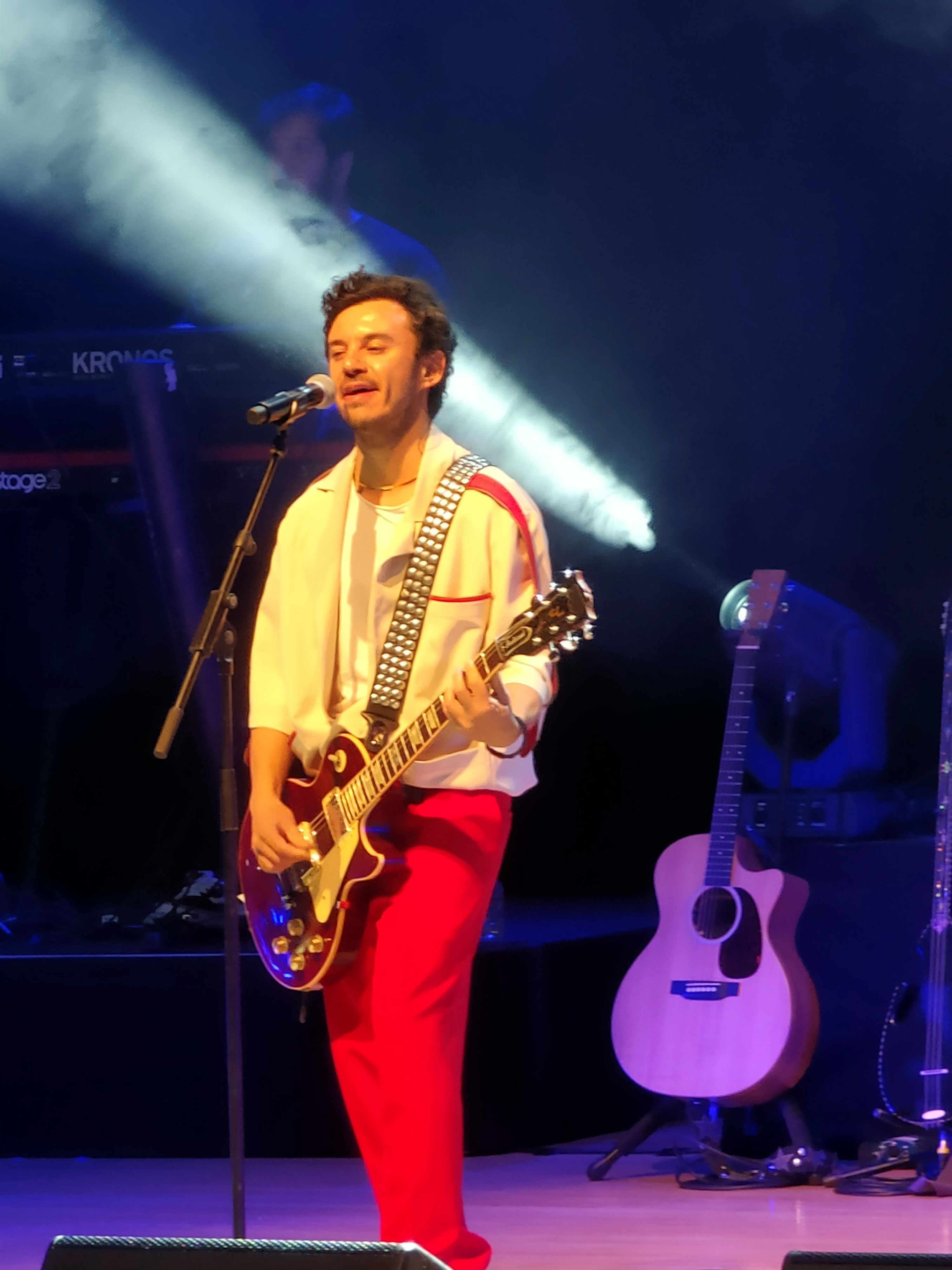
Buray (* 1984)

### Buraz
- Burazer, Maja (* 1988), kroatische Volleyballspielerin